# Benedek Elemér Vidos
Benedek Elemér Vidos (Boedapest, 7 februari 1902 - Nijmegen, 18 maart 1987) was een Nederlands romanist van Hongaarse origine, en hoogleraar te Nijmegen.

## Biografie
Na een snel afgebroken studie economie in Boedapest is Vidos in diezelfde stad Frans en Latijn gaan studeren, met als bijvakken Spaans en Italiaans. In 1928 sloot hij deze studie af met een promotie-onderzoek naar taal-geografie. Na zijn afstuderen is hij enige tijd leraar geweest, tot hij in 1932 benoemd werd in Nederland, als lektor Spaans en Italiaans aan de Katholieke Universiteit van Nijmegen. Ook in Amsterdam heeft hij voor de Tweede Wereldoorlog nog college gegeven. In 1947 werd hij te Nijmegen benoemd tot hoogleraar Romaanse taalkunde. Dit bleef hij tot 1971, het jaar van zijn emeritaat. 
B.E.Vidos' bekendste publicatie is het Handboek tot de Romaanse taalkunde geworden, verschenen in 1956 en vertaald in het Italiaans (1959), Spaans (1963) en Duits (1968). Hierin behandelt hij enerzijds op kritische wijze de geschiedenis van de romaanse taalkunde, en anderzijds bespreekt hij alle deelonderwerpen van deze discipline. Dit werk is voortgekomen uit de colleges die hij gaf. Qua wetenschappelijk werk heeft Vidos zich vooral beziggehouden met het onderzoek naar leenwoorden (Nederlandse woorden in de Romaanse talen, Italiaanse woorden in het Frans, etc.).
B.E. Vidos was (samen met Veikko Väänänen) een van de weinige vooraanstaande romanisten met een niet-Indo-Europese taal als moedertaal.

## Publicaties in boekvorm
- 1931: Contributo alla storia delle parole francesi di origine italiana (Bijdrage aan de geschiedenis van de Franse woorden van Italiaanse oorsprong).
- 1932: La forza di espansione della lingua italiana (Expansiekracht van de Italiaanse taal). Rede uitgesproken bij zijn aantreden als lector in Nijmegen.
- 1932: Profilo storico-linguistico dell'influsso del lessico nautico italiano su quello francese (Geschied- en taalkundig profiel van de invloed van de Italiaanse zeeterminologie op die van het Frans).
- 1939: Storia delle parole marinaresche italiane passate in francese. Contributo storico-linguistico all'espansione della lingua nautica italiana (Geschiedenis van de Italiaanse zee-termen die overgenomen zijn in het Frans. Historisch-taalkundige bijdrage aan de expansie van de Italaliaanse termen uit de zeevaart).
- 1947: Nieuwe onderzoekingen over Nederlandsche woorden in Romaansche talen. Methode. Resultaten. Rede uitgesproken bij zijn aanvaarding van het hoogleraarschap te Nijmegen.
- 1956: Handboek tot de Romaanse taalkunde.
- 1965: Prestito, espansione e migrazione dei termini tecnici nelle lingue romanze e non romanze (Ontlening, uitbreiding en migratie van de technische termen in de romaanse en niet-romaanse talen). (Bundel artikelen)

## Bron
- Levensbericht door Maxim. P.A.M. Kerkhof in: het Jaarboek van de Maatschappij der Nederlandse Letterkunde, 1988.